# نوبوهيرو كيوتاكي
نوبوهيرو كيوتاكي زمالة الأكاديمية البريطانية (清滝 信宏 Kiyotaki Nobuhiro) (من مواليد 24 يونيو 1955) هو اقتصادي ياباني ويشغل منصب أستاذ الاقتصاد والمصارف "هارولد هيلمز 20" في جامعة برينستون. يُعرف بشكل خاص باقتراحه عدة نماذج وفّرت أُسسًا ميكرو اقتصادية أعمق لعلم الاقتصاد الكلي، وتُعتبر بعض هذه النماذج من الركائز الأساسية في الاقتصاد الكينزي الجديد

## حياته المهنية
حصل على درجة البكالوريوس في الاقتصاد من جامعة طوكيو عام 1978. وبعد نيله درجة الدكتوراه في الاقتصاد من جامعة هارفارد عام 1985، شغل كيوتاكي مناصب أكاديمية في جامعة ويسكونسن-ماديسون، وجامعة مينيسوتا، ومدرسة لندن للاقتصاد، قبل أن ينتقل إلى جامعة برينستون.
كيوتاكي زميل في جمعية القياس الاقتصادي (Econometric Society)، وقد حصل على جائزة ناكاهارا لعام 1997 من جمعية الاقتصاد اليابانية، وعلى جائزة يريو ياهنسون لعام 1999 من الجمعية الاقتصادية الأوروبية (بالاشتراك مع جون مور).
في عام 2003، انتُخب كيوتاكي زميلاً في الأكاديمية البريطانية (FBA)، وهي الأكاديمية الوطنية للعلوم الإنسانية والاجتماعية في المملكة المتحدة. كما أنه زميل في الجمعية الاقتصادية الأوروبية.
وقد أدرجته مؤسسة تومسون رويترز ضمن قائمة "المرشحين المحتملين" لجائزة نوبل في الاقتصاد.
حصل كييوتاكي أيضًا على جائزة ستيفن أ. روس في الاقتصاد المالي بالاشتراك مع جون مور. وفي عام 2020، نال جائزة حدود المعرفة (Frontiers of Knowledge Award) المقدمة من مؤسسة BBVA، وذلك في فئة "الاقتصاد، والتمويل، والإدارة".

## المساهمات
في عام 1987، بيّن كييوتاكي، بالتعاون مع أوليفييه بلانشارد، أهمية المنافسة الاحتكارية في تفسير مضاعف الطلب الكلي. وتعتمد معظم نماذج الاقتصاد الكلي الكينزية الجديدة اليوم على فرضية المنافسة الاحتكارية، استنادًا إلى الأسس التي وضعها كل من بلانشارد وكييوتاكي
لاحقًا، تعاون كييوتاكي مع راندال رايت لبناء نموذج حول دور النقود، موضحين كيف أن وجود النقود يعزز الكفاءة الاقتصادية من خلال تمكين تداول أنواع مختلفة من السلع، والتي قد لا تكون قابلة للتداول ضمن نظام المقايضة. وقد قام هذا النموذج بتأصيل الفكرة التي طرحها ويليام ستانلي جيفونز بشأن "التوافق المزدوج للرغبات" كعائق أمام النشاط الاقتصادي في ظل المقايضة، وأصبح يعرف لاحقًا باسم نموذج كييوتاكي–رايت.
في عام 1997، بالتعاون مع جون مور، وضع كييوتاكي نموذجًا يوضح كيف يمكن أن تؤدي الصدمات الصغيرة في الاقتصاد إلى تقلبات كبيرة في الناتج من خلال التفاعل بين أسعار العقارات وقيود توفر الائتمان. ويُعرف هذا النموذج الخاص بـ "دورات الائتمان" الآن باسم نموذج كييوتاكي–مور.

## الجوائز والتكريمات
- 1997 - جائزة ناكاهارا
- 1999 - جائزة يورجو جانسون
- 2010 - جائزة ستيفن أ. روس في الاقتصاد المالي
- 2010 - الحائزون على جائزة Clarivate Citation [13]
- 2015 - 2014 جائزة BDF-TSE العليا في الاقتصاد النقدي والتمويل [14] [15]
- 2020 - شخصية ذات قيمة ثقافية [16]
- 2020 - جائزة حدود المعرفة من مؤسسة BBVA

## عضوية الجمعيات العلمية
- زميل الأكاديمية البريطانية
- ذرة من جمعية القياس الاقتصادي [17]
- زميل في الجمعية الاقتصادية الأوروبية [17]
- زميل الجمعية الاقتصادية اليابانية [17]

## منشورات مختارة

### المقالات الصحفية
- Blanchard، Olivier Jean؛ Kiyotaki، Nobuhiro (1987). "Monopolistic Competition and the Effects of Aggregate Demand" (PDF). American Economic Review. ج. 77 ع. 4: 647–66. JSTOR:1814537. مؤرشف من الأصل (PDF) في 2021-10-24.
- Kiyotaki، Nobuhiro؛ Wright، Randall (1989). "On Money as a Medium of Exchange". Journal of Political Economy. ج. 97 ع. 4: 927–54. DOI:10.1086/261634. JSTOR:1832197. S2CID:154872512.
- Kiyotaki، Nobuhiro؛ Wright، Randall (1993). "A Search-Theoretic Approach to Monetary Economics" (PDF). American Economic Review. ج. 83 ع. 1: 63–77. JSTOR:2117496. مؤرشف من الأصل (PDF) في 2015-09-23. اطلع عليه بتاريخ 2016-05-18.
- Kiyotaki، Nobuhiro؛ Moore، John (1997). "Credit Cycles" (PDF). Journal of Political Economy. ج. 105 ع. 2: 211–248. DOI:10.1086/262072. JSTOR:10.1086/262072. S2CID:222433833. مؤرشف من الأصل (PDF) في 2021-09-17.

## روابط خارجية
- صفحة ويب نوبوهيرو كيوتاكي في برينستون (بالإنجليزية)